# 17314 Aisakos
17314 Aisakos (1024 T-1) là một thiên thể Troia của Sao Mộc, trong nhóm Troia, được phát hiện vào ngày 25 tháng 3 năm 1971 bởi Cornelis Johannes van Houten và Ingrid van Houten-Groeneveld tại trạm thiên văn Palomar. Nó được đặt tên sau một huyền thoại Hy Lạp Aesacus.

## Link ngoài
- 17314 Aisakos tại Cơ sở dữ liệu vật thể nhỏ JPL 
  - Tiếp cận Trái Đất · Phát hiện · Lịch thiên văn · Biểu đồ quỹ đạo · Yếu tố quỹ đạo · Tham số vật lý